# Lincoln Park (Texas)
Lincoln Park è un centro abitato degli Stati Uniti d'America, situato nella contea di Denton dello Stato del Texas.
La popolazione era di 308 persone al censimento del 2010.

## Geografia fisica
Lincoln Park è situata a 33°13′19″N 96°58′22″W (33.221933, -96.972759).
Secondo lo United States Census Bureau, ha un'area totale di 0,2 miglia quadrate (0,52 km²).

## Società

### Evoluzione demografica
Secondo il censimento del 2000, c'erano 517 persone, 183 nuclei familiari e 137 famiglie residenti nella città. La densità di popolazione era di 3.392,4 persone per miglio quadrato (1,330,8/km²). C'erano 202 unità abitative a una densità media di 1.325,5 per miglio quadrato (520,0/km²). La composizione etnica della città era formata dall'85,49% di bianchi, lo 0,77% di afroamericani, l'1,35% di nativi americani, lo 0,19% di asiatici, l'11,41% di altre razze, e lo 0,77% di due o più etnie. Ispanici o latinos di qualunque razza erano il 17,41% della popolazione.
C'erano 183 nuclei familiari di cui il 47,5% aveva figli di età inferiore ai 18 anni, il 56,3% erano coppie sposate conviventi, il 10,4% aveva un capofamiglia femmina senza marito, e il 25,1% erano non-famiglie. Il 17,5% di tutti i nuclei familiari erano individuali e il 2,2% aveva componenti con un'età di 65 anni o più che vivevano da soli. Il numero di componenti medio di un nucleo familiare era di 2,83 e quello di una famiglia era di 3,19.
La popolazione era composta dal 29,8% di persone sotto i 18 anni, il 15,5% di persone dai 18 ai 24 anni, il 38,7% di persone dai 25 ai 44 anni, il 13,3% di persone dai 45 ai 64 anni, e il 2,7% di persone di 65 anni o più. L'età media era di 27 anni. Per ogni 100 femmine c'erano 97,3 maschi. Per ogni 100 femmine dai 18 anni in giù, c'erano 98,4 maschi.
Il reddito medio di un nucleo familiare era di 40.000 dollari, e quello di una famiglia era di 41.429 dollari. I maschi avevano un reddito medio di 28.750 dollari contro i 23.281 dollari delle femmine. Il reddito pro capite era di 13.801 dollari. Circa il 12,3% delle famiglie e il 21,3% della popolazione erano sotto la soglia di povertà, incluso il 29,0% di persone sotto i 18 anni e il 9,1% di persone di 65 anni o più.